# Psicodíneos
Os Psicodíneos (Psychodinae) compõem uma subfamília de insetos da família Psychodidae. Assim como outros membros dessa família, os Psychodinae são geralmente encontrados ambientes humidos; alguns até em cavernas. Suas larvas são aquáticas ou semiterrestres podendo sobreviver sob níveis variados de água. Quando no estado de imago algumas espécies se alimentam de seiva de plantas ou nectar.

## Tribos e gêneros
Maruinini Enderlein, 1937
- Alloeodidicrum Duckhouse, 1990[4]
- Didicrum Enderlein, 1937[3]
- Eremolobulosa Duckhouse, 1990[4]
- Maruina Müller, 1895[5]
- Paratelmatoscopus Satchell, 1953[6]
- Rotundopteryx Duckhouse, 1990[4]

Setomimini Vaillant, 1982
- Arisemus Satchell, 1955[8]
- Australopericoma Vaillant, 1975[9]
- Balbagathis Quate, 1996[10]
- Lobulosa Szabo, 1960[11]
- Neoarisemus Botosaneanu & Vaillant, 1970[12]
- Parasetomima Duckhouse, 1968 [13]
- Platyplastinx Enderlein, 1937[3][14]
- Setomima Enderlein, 1937[3]
- Tonnoiriella Vaillant, 1982[7]

Mormiini Enderlein, 1937
- Atrichobrunettia Satchell, 1953[6]
- Brunettia Annandale, 1910[15]
- Gerobrunettia Quate & Quate, 1967[16]
- Mormia Enderlein, 1935[17]

Paramormiini Enderlein, 1937
- Clogmia Enderlein, 1937[3]
- Eurygarka Quate, 1959[18]
- Feuerborniella Vaillant, 1971[9]
- Panimerus Eaton, 1913[19]
- Paramormia Enderlein, 1935[17]
- Peripsychoda Enderlein, 1935[17]
- Philosepedon Eaton, 1904[20]
- Telmatoscopus Eaton, 1904[20]
- Threticus Eaton, 1904[20]
- Trichopsychoda Tonnoir, 1922[21]
- Vaillantodes Wagner, 2002[22]

Pericomaini Enderlein, 1935
- Bazarella Vaillant, 1961[23]
- Berdeniella Vaillant, 1971[9]
- Breviscapus Quate, 1955[24]
- Clytocerus Eaton, 1904[20]
- Lepidiella Enderlein, 1937[3]
- Notiocharis Eaton, 1913[19]
- Pericoma Haliday, in Walker, 1856[25]
- Pneumia Enderlein, 1935[17]
- Saraiella Vaillant, 1981
- Stupkaiella Vaillant, 1973[26]
- Szaboiella Vaillant, 1979
- Thornburghiella Vaillant, 1982[7]
- Ulomyia Haliday, in Walker, 1856[25] (= Saccopterix Haliday, in Curtis, 1839, preoccupied)

Psychodini Quate, 1959
- Epacretron Quate, 1965[27]
- Psychoda Latreille, 1796 [28]